# Sierra Cucapá
La sierra Cucapá es una serranía o cordillera ubicada en noroeste del municipio de Mexicali, Baja California.  Su extremo norte finaliza en el emblemático Cerro del Centinela. Otros cerros de importancia son: el Mayor y el Águila. El cerro El Mayor, también tiene relevancia regional ya que le da su nombre a la parte sur de esta serranía, que puede verse como un subsistema de la sierra Cucapá o como una sierra diferenciada aunque contigua.

## Geografía
La sierra Cucapá constituye el límite occidental del Valle de Mexicali y el límite oriental de la Laguna Salada, queda enteramente dentro del municipio de Mexicali, muy cercana de la ciudad cabecera del municipio y capital del estado, de la cual dista poco más de 8 km hacia el noreste, a campo traviesa y desde los puntos más cercanos. 
La sierra Cucapá se extiende aproximadamente 89 km de longitud, desde de la latitud norte 32°39′0″ hasta la latitud sur 31°59′37″, alrededor de 18 km en su parte más ancha y cubre un área 424 km² Su pico más elevado se encuentra en las coordenadas: 115°26′45″ longitud oeste y 32°22′2″ latitud norte y alcanza los 1087 metros de altura.
La sierra corre oblicuamente del noroeste en dirección sureste, hacia el centro del municipio. La parte centro-norte es más escarpada y tiene muchos picos que superan los 700 m de altura. En el contorno de sus faldas se extiende una planicie que en su ámbito occidental queda definido por la propia elevación de la sierra,  y en su frontera oriental se encuentra marcada por el contraste de las tierras agrícolas y los eriales que constituyen el inicio de sus cuestas. 
La parte poniente es una continuación desértica del vaso predominantemente seco de la laguna salada, en cambio en el levante, hay una transición más o menos abrupta en el paisaje, que pasa de tierra de cultivos, a esta afloración serrana del desierto del colorado. 
En ese mismo lado este, formando parte tanto del ámbito serrano como del campirano, existen algunas comunidades o asentamientos como: Emiliano Zapata, Heriberto Jara, Coronita, Benito Juárez, Jesús Sansón Flores, Hipólito Rentería, Colonia La Puerta, Colonia Mariana y Adolfo López Mateos, las primeras tres localidades son parte de la delegación Progreso, las tres siguientes pertenecen a la delegación Cerro Prieto y las últimas tres a la delegación Venustiano Carranza.
La montaña más famosa de este sistema orográfico, es El Centinela, de 781 metros de altura, el cual, a la distancia, se aprecia casi separado del resto de las montañas y cerros que conforman el sistema, pues el segmento que une el cerro del Centinela con el resto de la sierra Cucapá, es un conjunto de cañadas y cerros de baja altura. Precisamente en un extremo de la falda sur del Centinela se construyó la carretera federal 2, la cual se eleva aproximadamente 80 metros de altura para atravesar esta serranía.
Otro rasgo orográfico distintivo, cercano a esta serranía lo es el volcán Cerro Prieto, el cual dista hacia el este, por la misma latitud, alrededor de 11.4 km y poco más de 6 km hacia el noreste entre sus puntos más cercanos. Entre la sierra Cucapá y el volcán Cerro Prieto se extiende el erial que abarca aún más al este, incluyendo al campo geotérmico en las inmediaciones del volcán. La carretera federal 5, que parte del centro-sur de la mancha urbana de Mexicali y que se dirige hacia San Felipe, prosigue en medio de los dos rasgos geográficos mencionados, bordeando la sierra Cucapá, denominada en esas latitudes sierra del Mayor.

## Geología
La formación de la sierra Cucapá se encuentra ligada a procesos en los que interactuaron fallas de desplazamiento lateral y fallas normales, los cuales son los mismos que han dado origen a la laguna salada.
El basamento de esta cordillera lo constituyen rocas metamórficas, principalmente gneiss cuarzofeldespático, hornablenda-biotita y sillimandita-almandino, además de calizas recristalizadas, más al sur en la zona de la sierra del Mayor gneiss de granate, anfibolita, cuarcita y mármol. Probablemente al menos parte de este basamento date del pérmico; se ha descubierto un intrusivo de tonalita en la parte centro-sur de la sierra que anteriormente se dató en 125 a 155 millones de años (Barnard, 1968), pero una medición más reciente ha determinado que data de alrededor de 62 millones de años.

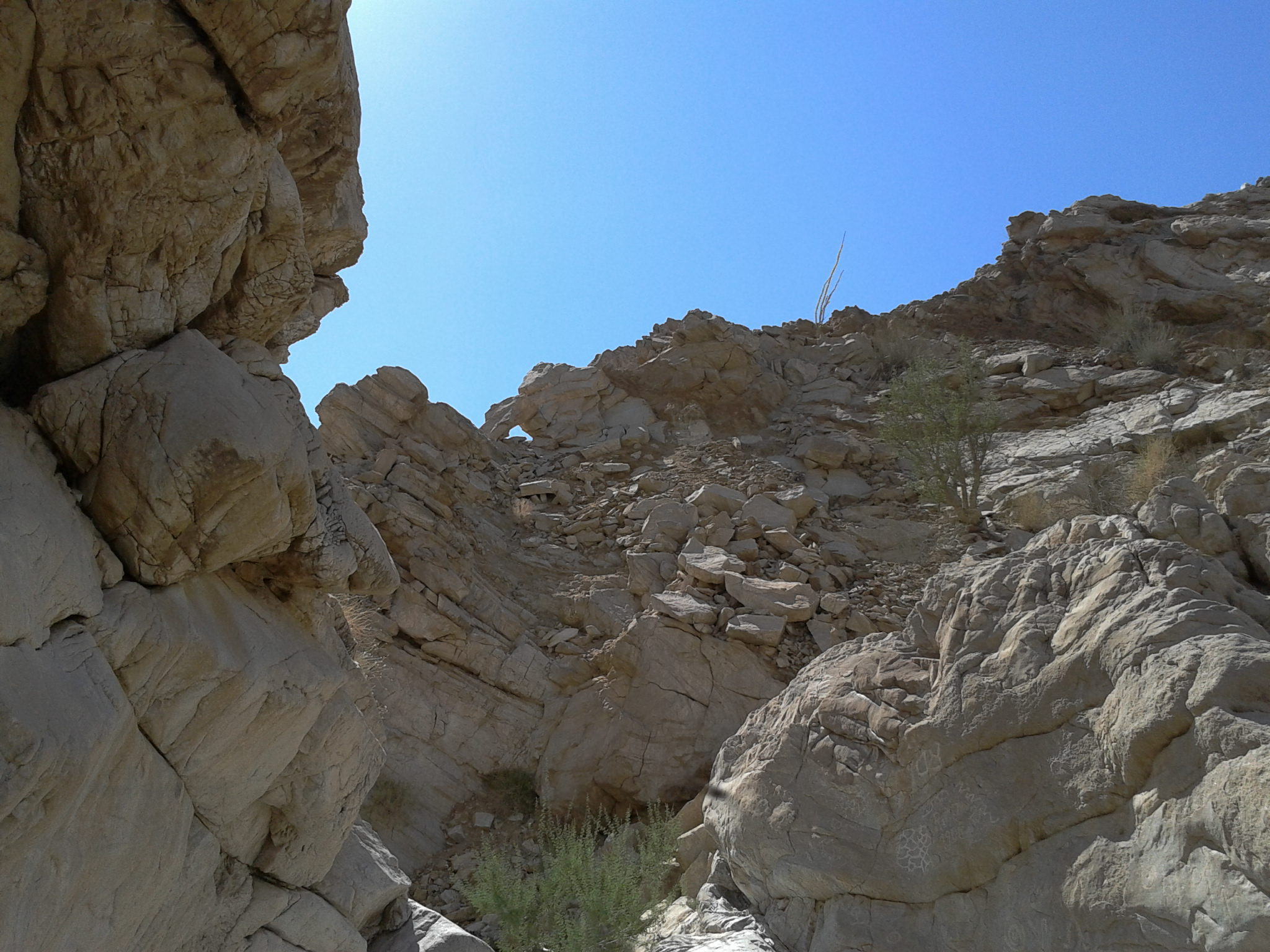
Arco de la tinaja cucapá en sierra cucapá.

Sobre las rocas anteriormente citadas yace una capa que data claramente del cenozoico, estas son rocas de origen volcánico como la andesita afanítica, dacita porfídica de plagioclasa y de hornablenda, la cual data de cerca de 15 millones de años de antigüedad. Finalmente existen depósitos más recientes de aluvión, dentro del periodo cuaternario, es decir de 2.5 millones de años o menos, de los cuales existe una abundancia más acusada hacia el suroeste de este sistema montañoso. 
Se han detectado al menos cuatro fallas que cruzan a lo largo de la sierra Cucapá las cuales son la falla Laguna Salada, la falla Borrego, la falla Pescadores y la falla Cucapá, como se ha comentado la interacción de estas y otras fallas del sistema de fallas de San Andrés ha dado origen tanto a esta serranía como a otros rasgos orográficos locales y además a manifestaciones geotermales como fumarolas

## Flora y fauna
Su flora y fauna son propias de regiones desérticas. Existen cardos y plantas suculentas de variados tipos, algunas muy vistosas en floración, como por ejemplo el agave turneri, y otras especies de arbustos xerófilos, entre ellas el palo fierro. 
Entre la fauna podemos destacar al borrego cimarrón, ovis canadensis nelsoni, el cual en su variedad es símbolo y mascota de la Universidad Autónoma de Baja California. Además se pueden encontrar otros mamíferos como coyote, conejo, liebre y gato montés. En cuanto a los reptiles cabe destacar una especie de lagarto de collar denominada: crotaphytus grismeri, el cual es prácticamente endémico de esta serranía.

## Contexto cultural
Es probable que la región del desierto del Colorado o delta del colorado y áreas circunvecinas hayan sito habitadas por grupos humanos desde hace aproximadamente 10000 años. Del año 2006 al 2008 personal del INAH realizó una investigación en la sierra Cucapá, para registrar la presencia humana en la región, encontrando que grupos nómadas hicieron campamentos en la sierra del Mayor desde hace 7000 años aproximadamente. También algunos indicios de la cultura cucapá fueron encontrados en la sierra Mayor, de entre 400 y 2000 años de antigüedad. El nombre Sierra Cucapá, deriva precisamente del estrecho vínculo entre los cucapá y esta serranía.

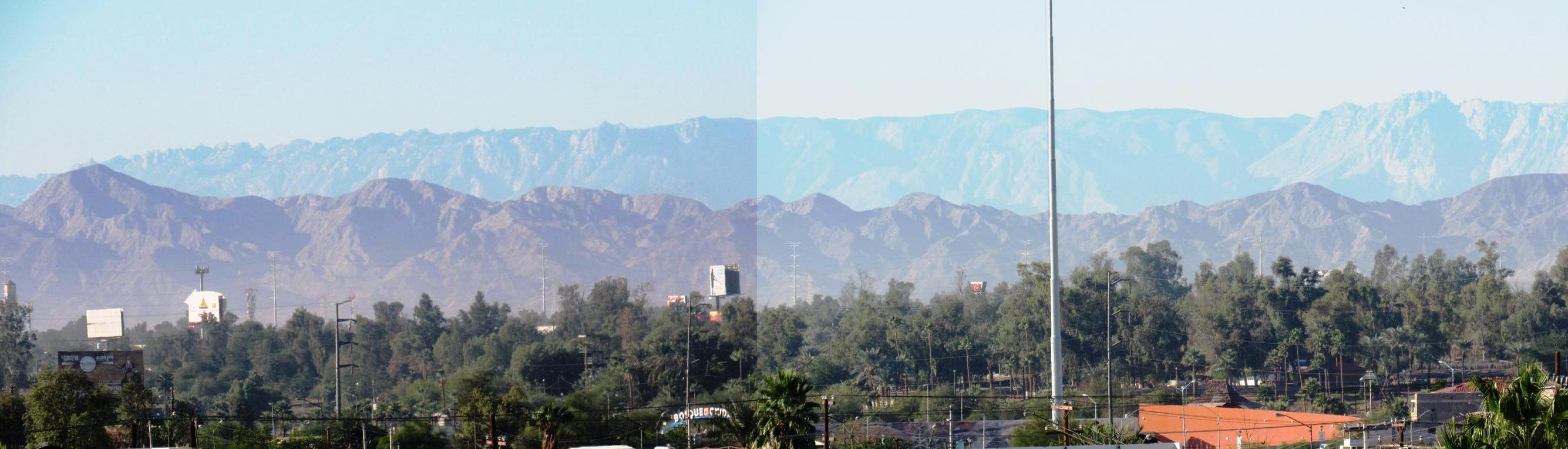
Una parte de la sierra cucapá vista desde el centro cívico de la ciudad de Mexicali por sobre la línea de los árboles. Más al fondo del horizonte: la sierra de Juárez y el cielo de estas regiones, usualmente despejado.

Contemporáneamente, existen un par de proyectos que pretenden ubicarse en la zona de la cara oriental de la sierra Cucapá. El más antiguo de ellos es el denominado Silicon Border, el cual fue anunciado desde el 2006 pero que al 2016 ha tenido diversos problemas y pocos avances, pero cuenta con terrenos y alguna infraestructura básica a los pies del Centinela. El otro proyecto, más reciente, es el de la empresa Viz Resource Management, S. A. de C. V., denominado: EcoZoneMx, el cual pretende explotar comercialmente una extensa área del centro-norte de la sierra, que se encuentra a poca distancia al sur del proyecto de silicon border. Dentro EcoZoneMx destaca el plan para crear una planta fotovoltaica y una estación de manejo y revalorización de residuos peligrosos, entre otros.